# Вальдо Парра

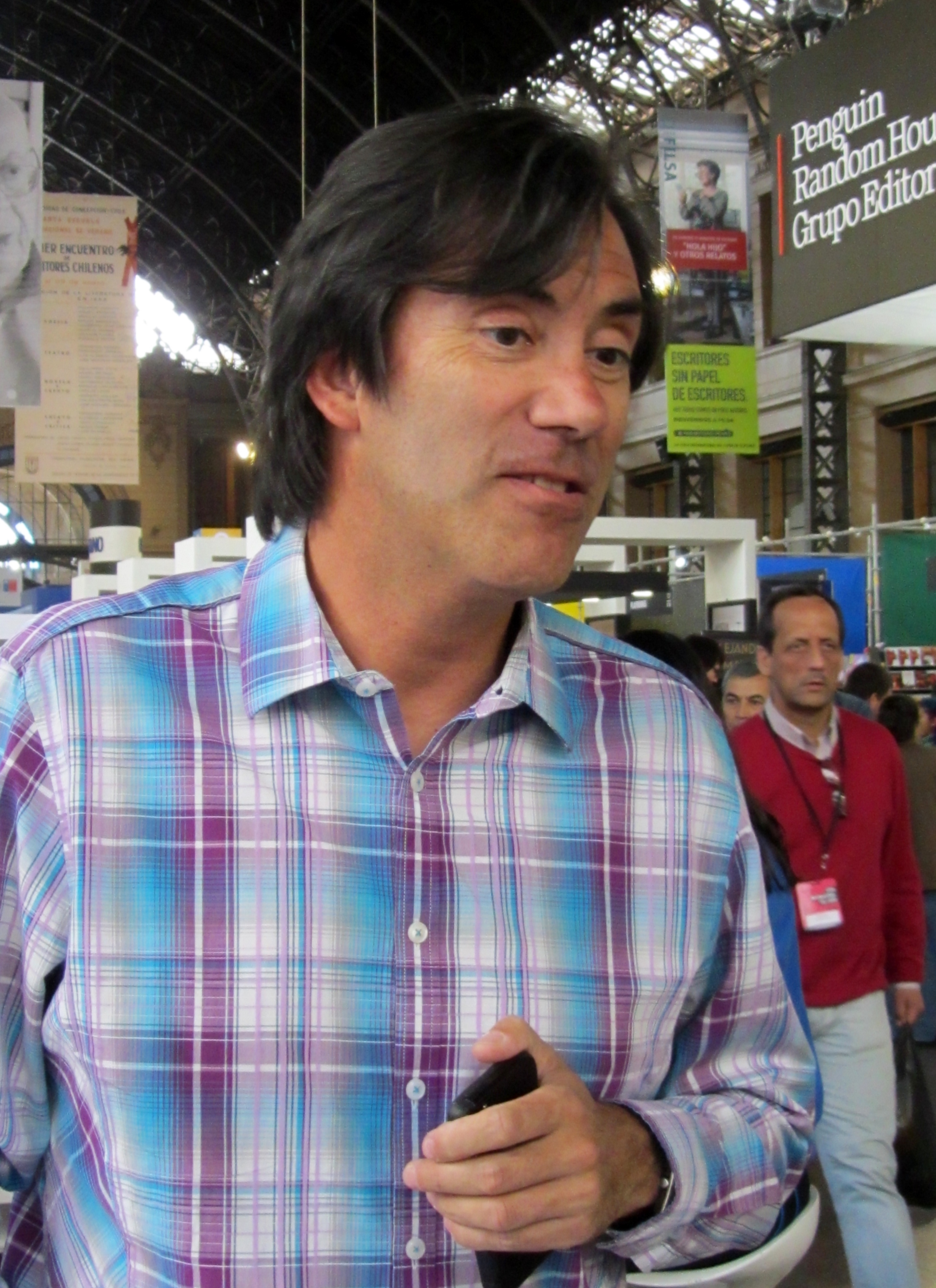
Waldo L. Parra

Вальдо Леонидас Пара Пісарро (народився 2 грудня 1965 року) — чилійський адвокат, доктор наук, професор і письменник. Він також є автором бестселерів у країні. Відомий завдяки серії «Масони і визволителі».
У 2016 році він опублікував першу частину трилогії «Масони і визволителі» (видавництво Planeta). Потім, у 2017 році, він випустив другу частину. У 2018 році була опублікована третя частина.
З 2000 року він є членом Дослідницького інституту історії Хосе Мігеля Каррери, а з 2012 року — членом Асоціації аналізу еволюції права.
В даний час він є адвокатом Апеляційного суду Сан-Мігель і викладачем права в Чилійському університеті і Університеті Габріели Містраль.

## Біографія
Вальдо народився 2 грудня 1965 року в Сантьяго, Чилі. 
У дитинстві він переїхав із сім'єю в Пунта-Аренас, де навчався в школі сестер Святого Йосифа. 
Повернувшись у Сантьяго, він продовжив навчання в німецькій школі Сантьяго і, після закінчення, вступив на юридичний факультет Католицького університету Чилі. У 1996 році він отримав ступінь у галузі права та соціальних наук, а в 1997 році став адвокатом. У 2003 році він отримав ступінь магістра в галузі економічного права в Чилійському університеті, а в 2009 році — ступінь магістра права. У 2012 році він захистив дисертацію на здобуття наукового ступеня доктора права в Католицькому університеті Чилі. У 2011 році він був запрошений як дослідник у Каліфорнійський університет у Санта-Барбарі, де провів дослідження в США.
З 2012 року він викладає право в Чилійському університеті, а з 2017 року також в Університеті Габріели Містраль. З 2018 року він працює адвокатом в Апеляційному суді Сан-Мігель.

## Літературна кар'єра
У 2016 році він опублікував першу книгу в серії «Масони і визволителі» під назвою «Масони і визволителі - Розсвіт Республіки» (El amanecer de la República). 
У 2017 році була опублікована друга книга під назвою «Масони і визволителі - Тайна церкви» (El secreto de la Logia). 
У 2018 році була опублікована остання частина під назвою «Масони і визволителі - Спадщина героїв» (El legado de los Héroes).
Він брав участь у Міжнародному книжковому ярмарку Сантьяго (FILSA) у 2016 і 2017 роках.
Його книги продаються в основних книжкових магазинах Чилі і доступні у форматі електронної книги.

## Публікації

### Серія «Масони і визволителі»
- Масони і визволителі - Розсвіт Республіки (2016)
- Масони і визволителі - Тайна церкви (2017)
- Масони і визволителі - Спадщина героїв (2018)

## Зовнішні посилання
- Офіційний сайт «Масони і визволителі»

 Вікісховище має мультимедійні дані за темою: Вальдо Парра